# Musca meruensis
Musca meruensis este o specie de muște din genul Musca, familia Muscidae, descrisă de Zielke în anul 1973.
Este endemică în Tanzania. Conform Catalogue of Life specia Musca meruensis nu are subspecii cunoscute.